# 둥펑 류저우 자동차
둥펑 류저우 자동차(영어: Dongfeng Liuzhou Motor), 중국어: 东风柳州汽车有限公司, 병음: Dōngfēng liǔzhōu qìchē yǒuxiàn gōngsī)는 중국 광시성 류저우시에 본사를 둔 둥펑 자동차의 자회사이다.